# 1783 az irodalomban
Az 1783. év az irodalomban.

## Megjelent új művek

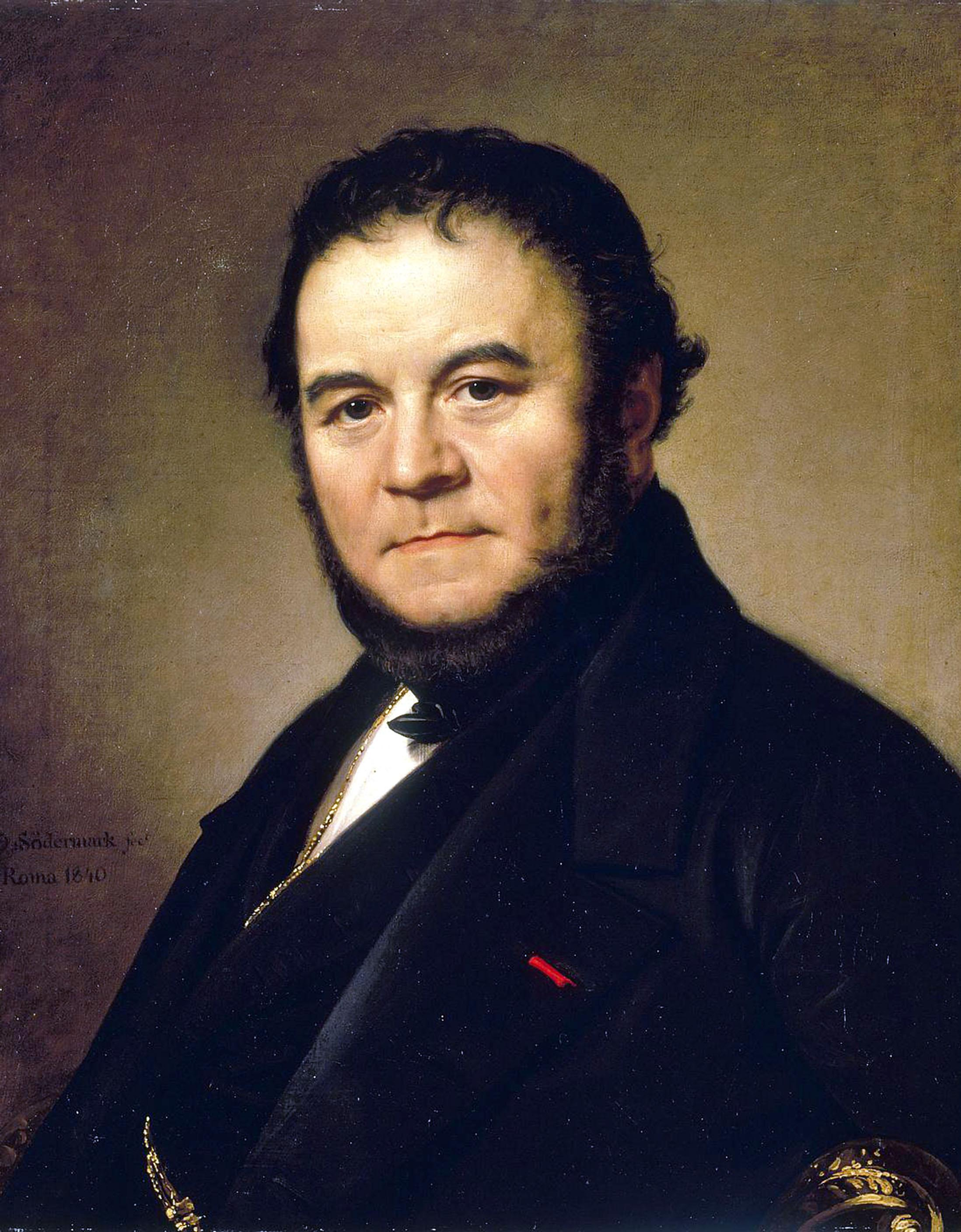
Stendhal

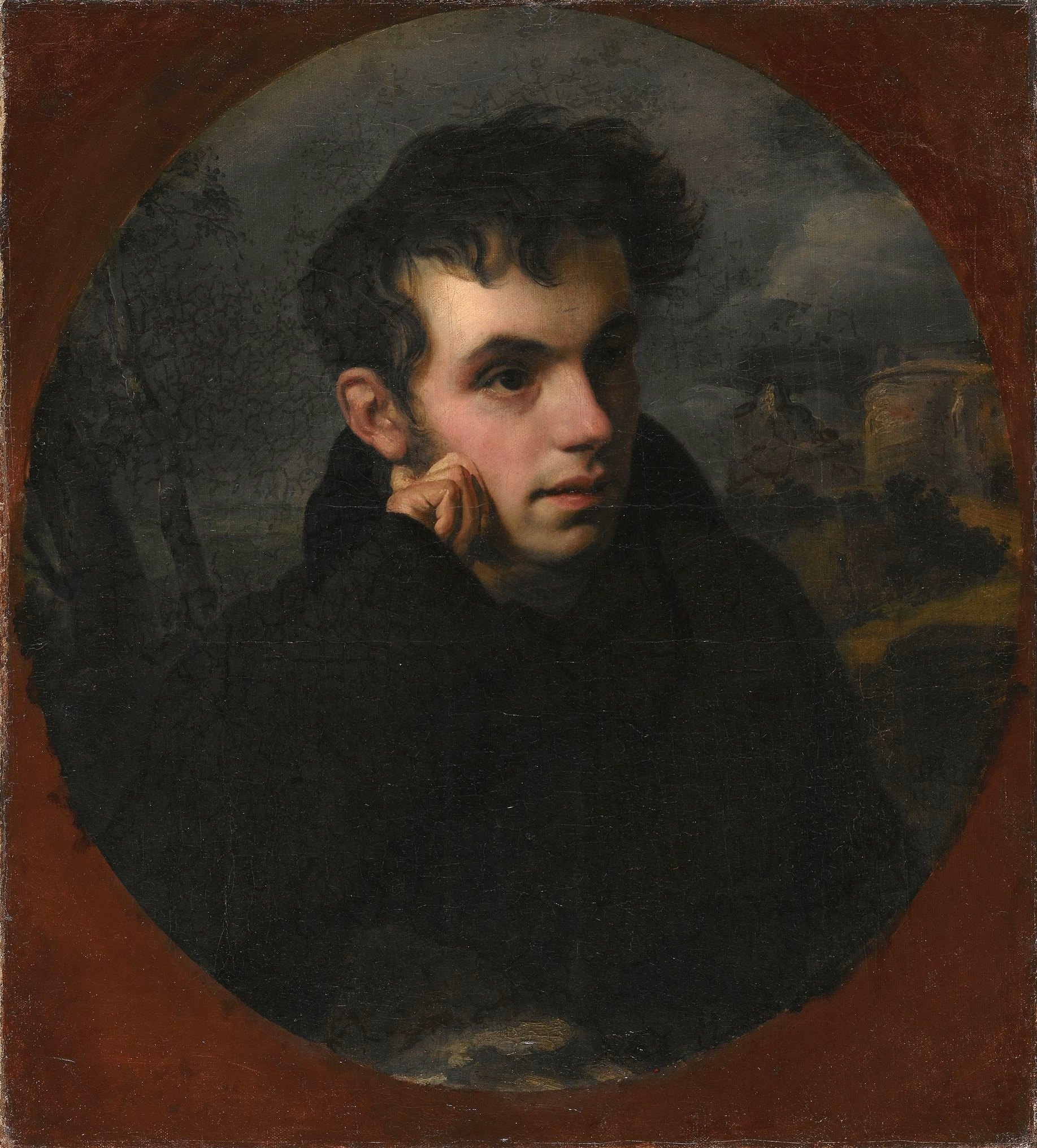
Vaszilij Zsukovszkij

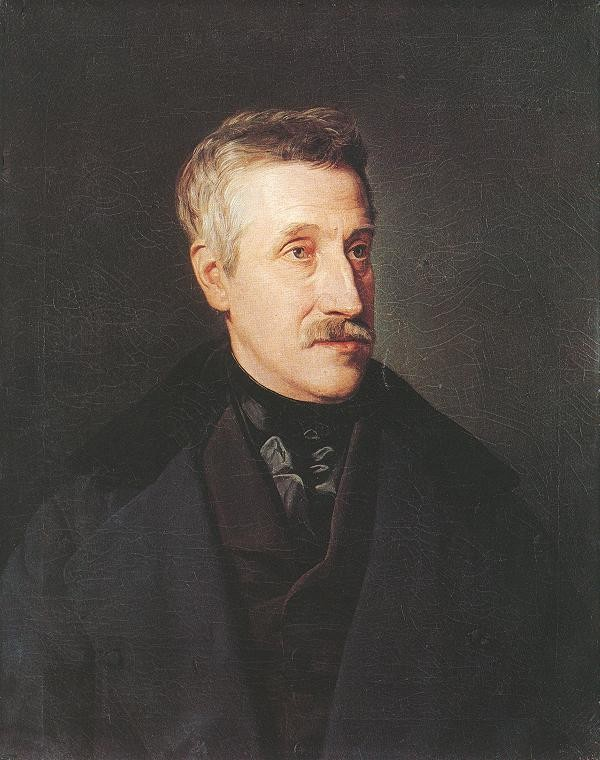
Gaal György

- William Blake első verseskötete: Poetical Sketches (Költői vázlatok).
- George Crabbe angol szerző leíró költeménye: The Village (A falu).

### Dráma
- április 14. – Először kerül színre Lessing drámai költeménye, a Bölcs Náthán (Nathan der Weise). Előzőleg, 1779-ben már megjelent.

### Magyar irodalom
- Megjelenik Kolozsvárott Zoltán József fordítása:

Telemakusnak az Ulisses fiának bujdosásai (Fénelon után ford. 1753).

## Születések
- január 23. – Stendhal (Marie-Henri Beyle) francia író, a 19. századi regényirodalom nagy alakja († 1842)
- február 9. – Vaszilij Andrejevics Zsukovszkij orosz romantikus író, költő, műfordító († 1852)
- április 3. – Washington Irving amerikai író, történész, egyebek között Az Álmosvölgy legendája szerzője († 1859)
- április 21. – Gaal György író, könyvtáros, mesekutató, műfordító († 1855)
- szeptember 8. – Nikolaj Frederik Severin Grundtvig dán író, költő, történész, reformátor, lutheránus lelkész († 1872)
- december 23. – Giovanni Berchet olasz költő († 1851)

## Halálozások
- január 2. – Johann Jakob Bodmer svájci-német költő, kritikus, filológus (* 1698)
- október 29. – Jean Le Rond d’Alembert francia matematikus, mérnök, fizikus és filozófus; a nagy francia enciklopédia egyik szerkesztője (* 1717)